# Cladiella kashmani
Cladiella kashmani is een zachte koraalsoort uit de familie Alcyoniidae. De koraalsoort komt uit het geslacht Cladiella. Cladiella kashmani werd in 1996 voor het eerst wetenschappelijk beschreven door Benayahu & Schleyer. 